# اوراق بهادار خزانه‌داری ایالات متحده آمریکا

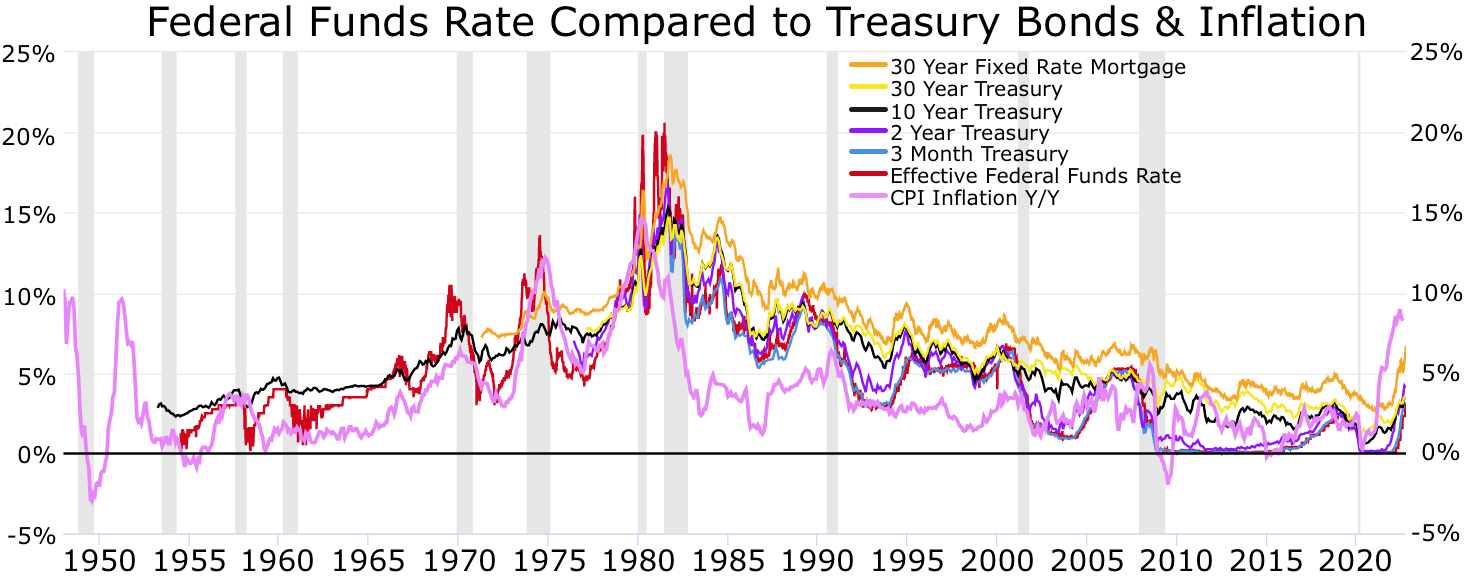
رکود

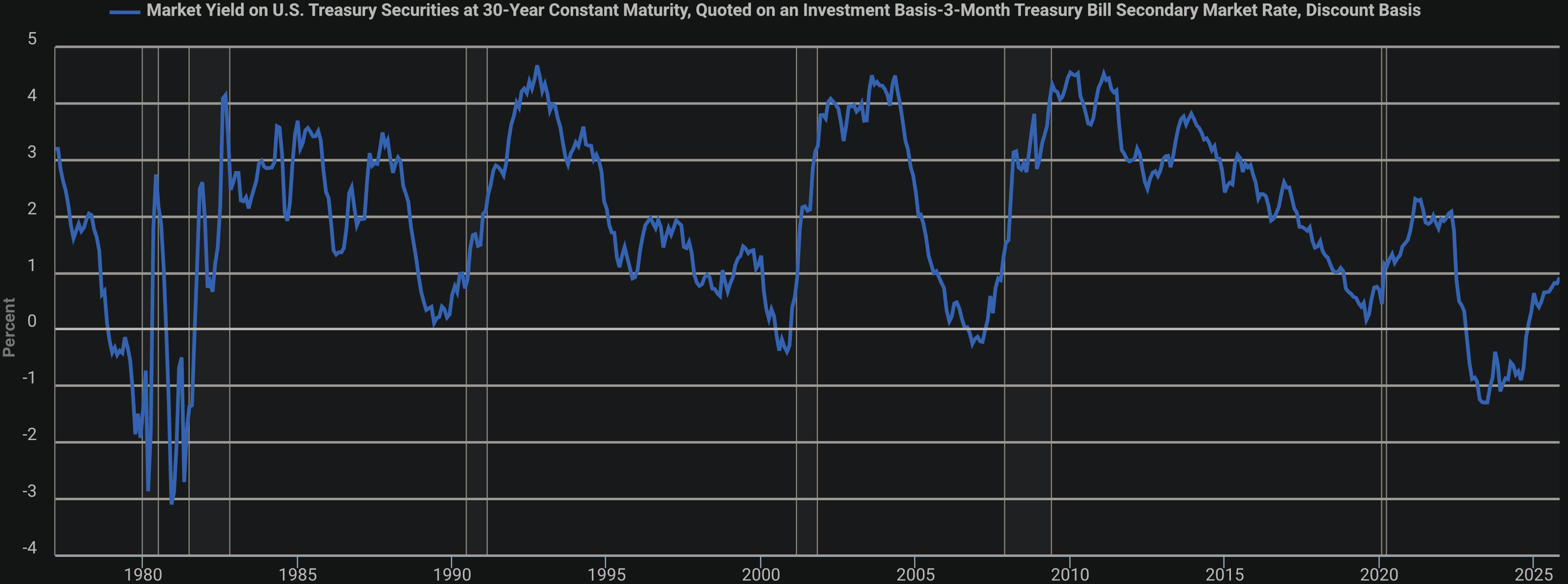

اوراق بهادار خزانه داری ایالات متحده که اوراق خزانه یا خزانه داری نیز نامیده می‌شوند، ابزار قرضه دولتی هستند که توسط وزارت خزانه داری ایالات متحده برای تأمین مالی مخارج دولت به عنوان جایگزینی برای مالیات‌گیری صادر می‌شوند. از سال ۲۰۱۲، بدهی‌های دولت ایالات متحده توسط دفتر خدمات مالی اداره می‌شود که جانشین اداره بدهی عمومی شد.
چهار نوع اوراق بهادار خزانه داری قابل فروش وجود دارد: اسناد خزانه داری، چک خزانه داری، اوراق قرضه خزانه داری، و اوراق بهادار محافظت شده از تورم خزانه داری (TIPS). دولت این اوراق را در حراجی که توسط بانک فدرال رزرو نیویورک انجام می‌شود به فروش می‌رساند و پس از آن می‌توان آنها را در بازارهای ثانویه معامله کرد. اوراق بهادار غیرقابل فروش شامل اوراق قرضه پس‌انداز است که برای عموم منتشر شده و فقط به عنوان هدیه قابل انتقال است؛ سری دولتی و محلی (SLGS) که فقط با درآمد حاصل از فروش اوراق قرضه دولتی و شهرداری قابل خرید است. و سری حساب‌های دولتی که توسط واحدهای دولت فدرال خریداری می‌شود.
اوراق بهادار خزانه داری با ایمان و اعتبار کامل ایالات متحده پشتیبانی می‌شود، به این معنی که دولت قول می‌دهد برای بازپرداخت آنها از هر طریق قانونی موجود پول جمع‌آوری کند. اگرچه ایالات متحده یک قدرت مستقل است و ممکن است بدون توسل به نکول پرداخت کند، اما سابقه قوی بازپرداخت آن باعث شده‌است که اوراق بهادار خزانه داری به عنوان یکی از کم ریسک‌ترین سرمایه‌گذاری‌های جهان شناخته شود.

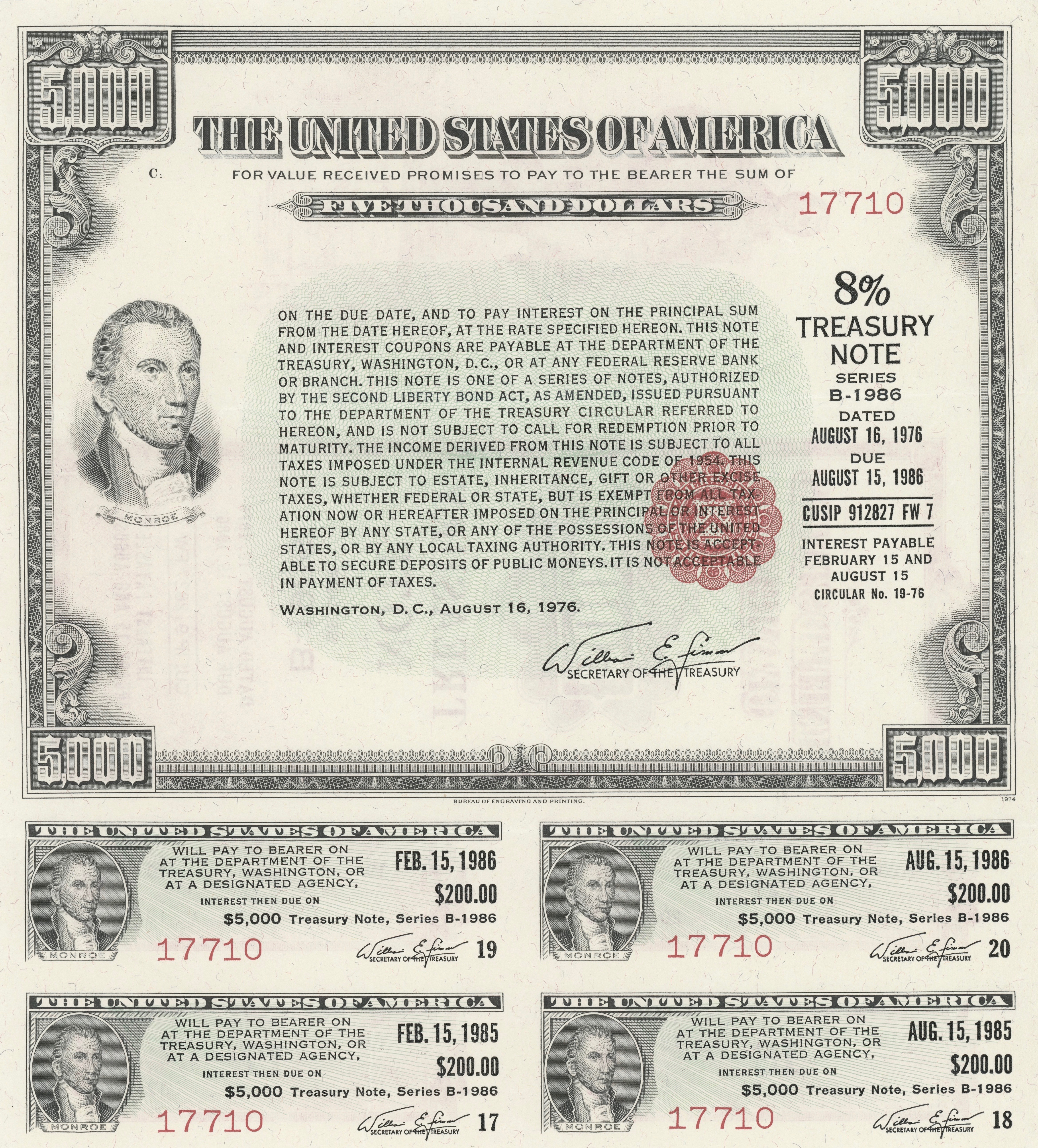
چک ۵۰۰۰ دلاری خزانه داری ۱۹۷۶